# Федерація семи громад
Федерація семи громад (італ. Federazione dei Sette Comuni) — локальне суверенне державне утворення  , що існувало у Середньовіччі на півдні Тіролю. Традиційно вважається, що федерація була заснована нащадками кімврів , які прибули в ці краї у І тисячолітті нашої ери.

## Складові федерації
Федерацію складати наступні громади:

Федерація Семи Громад на мапі

- Азіаго (італ. Asiago; цимбр. Sleghe/Schlège; нім. Schlägen).
- Галліо (італ. Gallio; цимбр. Gell(e)/Ghel; нім. Gelle).
- Лузіана (італ. Lusiana; цимбр. Lusaan; нім. Lusian).
- Роана (італ. Roana; цимбр. Robàan; нім. Rovan або Rain).
- Ротцо (італ. Rotzo; цимбр. Rotz; нім. Ross).
- Фодза (італ. Foza; цимбр. Vüsche або Vütsche; нім. Fütze).
- Енего (італ. Enego; цимбр. Ghenebe; нім. Jenève або Jeneve).

## Символіка федерації

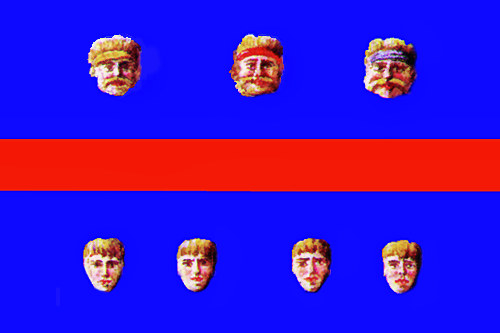
Знамено Федерації семи громад

Федерація семи громад використовувала власну символіку. Федеративне знамено мало синій колір і було розтято навпіл червоною смугою. У верхній частині знамена розташовувалися три бородаті обличчя із золотою, червленою та срібною хустинами, що були пов’язані над очима. Ці обличчя символізували міста Азіаго, Лузіана та Енего. Під червоною смугою містилися чотири молоді обличчя (безбороді), що символізували громади Фодза, Галліо, Ротцо та Роана.
Сьогодні дане зображення складає половину муніціпального герба міста Азіаго, колишньої столиці Федерації.

## Історія федерації
Федерація семи громад (по-італійськи: La Federazione dei Sette Comuni та Spettabile Reggenza dei Sette Comuni; по-цимбрськи: Hòoga Vüüronghe dar Siban Komàüne) була проголошена у 1310 році, але фактично існування Федерація варто відраховувати з 1259 року, коли місцевий тиран-гібелін Еццеліно III да Романо був розбитий і потрапив у полон. 
У 1387—1404 роках Федерація семи громад перебувала під  патронатом міланських герцогів Вісконті. 
20 лютого 1404 року Федерація семи громад оголосила про приєднання до Венеційської республіки, яка зі свого боку гарантувала збереження привілеїв впродовж наступних чотирьохсот років. Дані гарантії збереглися навіть довше – 403 роки. У 1807 році Федерація була ліквідована з наказу Наполеона I. 
Під час Віденського конгресу територія Федерації семи громад увійшла до Австрійської імперії. 
21 жовтня 1866 року, внаслідок австрійської поразки в Семитижневій війні територія колишньої Федерації семи громад була приєднана до Італійського королівства. 
В роки Другої світової війни горяни колишньої Федерації семи громад служили головним чином у дивізіях Альпійських стрільців. Найвідомішим з них був уродженець Азіаго старший сержант Маріо Рігоні-Стерн, який згодом став відомим письменником. 
У XXI столітті мешканці колишньої Федерації семи громад неодноразово висловлювали бажання воз’єднатися з австрійською частиною Тіролю.